# Wu Zhiqiang
Wu Zhiqiang, född 10 april 1994, är en friidrottare från Kina. Han deltog vid olympiska sommarspelen 2020.